# 로슈카돌리나

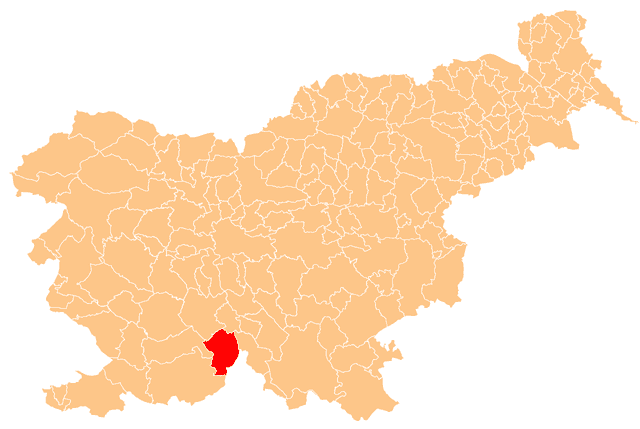
로슈카돌리나의 위치

로슈카돌리나(슬로베니아어: Loška Dolina)는 슬로베니아의 도시로 면적은 166.8km2, 인구는 3,640명(2002년 기준), 인구 밀도는 21.8명/km2이다.